# 189 v. Chr.
Portal Geschichte | Portal Biografien | Aktuelle Ereignisse | Jahreskalender | Tagesartikel

◄ |
3. Jahrhundert v. Chr. |
2. Jahrhundert v. Chr. |
1. Jahrhundert v. Chr. |
►

◄ | 200er v. Chr. | 190er v. Chr. | 180er v. Chr. | 170er v. Chr. |
160er v. Chr. |
►

◄◄ | ◄ | 192 v. Chr. | 191 v. Chr. | 190 v. Chr. | 189 v. Chr. |
188 v. Chr. |
187 v. Chr. |
186 v. Chr. |
► |
►►
Staatsoberhäupter

## Ereignisse
- Zwei Statthalter des Antiochos III. üben gegen diesen den Aufstand: Artaxias I. ruft sich nach der Niederlage der Seleukiden gegen die Römer in der Schlacht bei Magnesia zum König von Armenien aus, Zariadris wird König der Sophene.
- Der römische Konsul Marcus Fulvius Nobilior gewinnt im Römisch-Syrischen Krieg die wichtige Stadt Ambrakia.
- Manlius Vulso besetzt Ancyra (heute Ankara), das aber unter regionaler Herrschaft bleibt.
- Lucius Baebius Dives, der neu ernannte Prätor von Hispania ulterior wird auf dem Weg in seine Provinz von den Ligurern angegriffen und verletzt, viele seiner Männer getötet. Er selbst erliegt drei Tage nach dem Kampf in Massilia seinen Verletzungen.

## Gestorben
- Lucius Baebius Dives, Politiker und Militär der Römischen Republik